# Ilusión óptica
Una ilusión óptica es cualquier representación sin verdadera realidad del sentido de la visión que nos lleva a percibir la realidad de varias formas. Puede ser de carácter fisiológico, asociada a los efectos de una estimulación excesiva en los ojos o el cerebro (luminosidad, color, movimiento, etc, como el encandilamiento tras ver una luz potente) o de carácter cognitivo, en la que interviene nuestro conocimiento del mundo (como el jarrón de Rubin en el que percibimos dos caras de lado o un jarrón indistintamente).
Las ilusiones cognitivas se dividen habitualmente en ilusiones de ambigüedad, ilusiones de distorsión, ilusiones paradójicas e ilusiones ficticias (alucinaciones), donde las imágenes no son perceptibles con claridad por el ojo humano ya que nuestro cerebro solo puede asimilar una imagen a la vez. En conclusión, el cerebro humano solo puede concentrarse en un objeto, por lo que, cuando se presentan dos formas en una sola imagen, se ocasiona confusión y el cerebro entra en desorden, con lo cual este lleva a ver otra visión de lo visto.

El cuadrado A es exactamente del mismo color que el cuadrado B.

Las ilusiones ópticas no están sometidas a la voluntad y pueden variar entre una persona y otra dependiendo de factores como la agudeza visual, la campimetría, el daltonismo, el astigmatismo, entre otros.
Entender estos fenómenos ayuda a comprender las limitaciones del sentido visual del ser humano y la posibilidad de distorsión en lo relativo a la forma, el color, la dimensión y la perspectiva de lo observado.
Muchos artistas han aprovechado las ilusiones ópticas para dar a sus obras un aspecto mágico, de profundidad, de ambigüedad y contrastes.
Las ilusiones ópticas se producen debido a las interacciones complejas entre ambos hemisferios, que interpretan información visual de manera distinta. El hemisferio izquierdo suele enfocarse en el procesamiento lógico y detallado, mientras que el derecho maneja la percepción espacial, de color y formas. Este fenómeno se observa en ilusiones donde el cerebro experimenta conflictos al integrar información visual, creando interpretaciones confusas o ambiguas.

## Ilusiones visuales físicas
Un fenómeno familiar y un ejemplo para una ilusión visual física es cuando las montañas parecen estar mucho más cerca en un clima claro con poca humedad (Foehn) que en la realidad. Esto se debe a que la bruma es un indicio para la percepción de profundidad de objetos lejanos (perspectiva aérea).
El ejemplo clásico de una ilusión física es cuando un palo que está medio sumergido en agua aparece doblado. Este fenómeno ya ha sido discutido por Ptolomeo y con frecuencia fue un ejemplo prototípico de una ilusión.

## Ilusiones cognitivas
Las ilusiones cognitivas surgen por la interacción con supuestos sobre el mundo, lo que lleva a "inferencias inconscientes", una idea sugerida por primera vez en el siglo XIX por el físico y médico alemán Hermann Helmholtz. Las ilusiones cognitivas se dividen comúnmente en ilusiones ambiguas, ilusiones distorsionantes, ilusiones paradójicas o ilusiones de ficción.
1. Las ilusiones ambiguas son imágenes u objetos que provocan un "cambio" perceptivo entre las interpretaciones alternativas. El cubo de Necker es un ejemplo bien conocido; Otra instancia es el jarrón de Rubin.
2. Las ilusiones distorsionantes o geométricas-ópticas se caracterizan por distorsiones de tamaño, longitud, posición o curvatura. Un ejemplo sorprendente es la ilusión de la pared del Café. Otros ejemplos son la famosa ilusión de Müller-Lyer y la ilusión de Ponzo.[4]
3. Las ilusiones de paradoja son generadas por objetos que son paradójicos o imposibles, como el triángulo de Penrose o la escalera imposible que se ve, por ejemplo, M. C. Escher's Ascending and Descending y Waterfall. El triángulo es una ilusión que depende de un malentendido cognitivo que los bordes adyacentes deben unirse.
4. Las ficciones son cuando se percibe una figura aunque no esté en el estímulo.

## Explicación de las ilusiones cognitivas

### Organización perceptual
Para dar sentido al mundo es necesario organizar las sensaciones entrantes en información que sea significativa. Los psicólogos de la Gestalt creen que una de las formas en que se hace esto es percibiendo los estímulos sensoriales individuales como un todo significativo. La organización Gestalt se puede utilizar para explicar muchas ilusiones, incluida la ilusión pato-conejo, en la que la imagen en su conjunto cambia de ser un pato a la vez que un conejo y por qué en la figura-fondo ilusión la figura y el suelo son reversibles.

Las líneas diagonales son paralelas.

Además, la teoría de la Gestalt se puede utilizar para explicar los contornos ilusorios en el Triángulo de Kanizsa. Se ve un triángulo blanco flotante, que no existe. El cerebro tiene la necesidad de ver objetos simples familiares y tiene la tendencia de crear una imagen "completa" a partir de elementos individuales. Gestalt significa "forma" o "forma" en alemán. Sin embargo, otra explicación del Triángulo de Kanizsa se basa en la psicología evolutiva y el hecho de que para sobrevivir era importante ver la forma y los bordes. El uso de la organización perceptiva para crear un significado a partir de estímulos es el principio detrás de otras ilusiones bien conocidas que incluyen objetos imposibles. Nuestro cerebro da sentido a las formas y los símbolos al juntarlos como un rompecabezas, formulando lo que no está ahí para lo que es creíble.
Los principios de percepción de Gestalt gobiernan la forma en que agrupamos diferentes objetos. Buena forma es donde el sistema perceptivo intenta llenar los espacios en blanco para ver objetos simples en lugar de objetos complejos. La continuidad es donde el sistema perceptivo intenta desambiguar qué segmentos encajan en líneas continuas. La proximidad es donde los objetos que están cerca están asociados. La similitud es donde los objetos que son similares se ven asociados. Algunos de estos elementos se han incorporado con éxito en modelos cuantitativos que implican una estimación óptima o inferencia bayesiana. La teoría de doble anclaje, una teoría popular pero reciente de las ilusiones de ligereza, establece que cualquier región pertenece a uno o más marcos, creados por los principios de agrupación de Gestalt, y dentro de cada marco se ancla de forma independiente tanto a la luminancia más alta como a la luminancia envolvente. La luminosidad de un punto está determinada por el promedio de los valores calculados en cada marco

### Percepción de profundidad y movimiento
Las ilusiones pueden basarse en la capacidad de un individuo para ver en tres dimensiones, aunque la imagen que llega a la retina es solo bidimensional. La ilusión de Ponzo es un ejemplo de una ilusión que utiliza señales monoculares de percepción de profundidad para engañar al ojo. Pero incluso con imágenes bidimensionales, el cerebro exagera las distancias verticales en comparación con las horizontales, como en la ilusión vertical-horizontal donde las dos líneas tienen exactamente la misma longitud.
En la ilusión de Ponzo, las líneas paralelas convergentes le dicen al cerebro que la imagen más alta en el campo visual está más lejos, por lo que el cerebro percibe que la imagen es más grande, aunque las dos imágenes que golpean la retina son del mismo tamaño. La ilusión óptica vista en una perspectiva diorama / falsa también explota suposiciones basadas en señales monoculares de percepción de profundidad. El M.C. Escher painting Waterfall explota las reglas de profundidad y proximidad y nuestra comprensión del mundo físico para crear una ilusión. Al igual que la percepción de profundidad, la percepción del movimiento es responsable de una serie de ilusiones sensoriales. La animación cinematográfica se basa en la ilusión de que el cerebro percibe una serie de imágenes ligeramente variadas producidas en rápida sucesión como una imagen en movimiento. Del mismo modo, cuando nos estamos moviendo, como lo estaríamos mientras viajamos en un vehículo, puede parecer que los objetos circundantes estables se mueven. También podemos percibir que un objeto grande, como un avión, se mueve más lentamente que los objetos más pequeños, como un automóvil, aunque el objeto más grande realmente se está moviendo más rápido. El fenómeno phi es otro ejemplo más de cómo el cerebro percibe el movimiento, que a menudo se crea mediante luces parpadeantes en una sucesión cercana.
La ambigüedad de la dirección del movimiento debido a la falta de referencias visuales para la profundidad se muestra en la ilusión del bailarín que gira. El bailarín giratorio parece moverse en sentido horario o antihorario según la actividad espontánea en el cerebro, donde la percepción es subjetiva. Estudios recientes muestran en la fMRI que existen fluctuaciones espontáneas en la actividad cortical mientras se observa esta ilusión, particularmente el lóbulo parietal, porque está involucrado en la percepción del movimiento.

### Color y brillo
Las constancias perceptivas son fuentes de ilusiones. La constancia del color y la constancia del brillo son responsables del hecho de que un objeto familiar aparecerá del mismo color, independientemente de la cantidad de luz o el color de la luz que se refleje en él. Se puede crear una ilusión de diferencia de color o diferencia de luminosidad cuando se cambia la luminosidad o el color del área que rodea un objeto desconocido. La luminosidad del objeto aparecerá más brillante contra un campo negro (que refleja menos luz) en comparación con un campo blanco, a pesar de que el objeto en sí no cambió su luminosidad. De manera similar, el ojo compensará el contraste de color según el color del área circundante.
Además de los principios de percepción Gestalt, las ilusiones de color de agua contribuyen a la formación de ilusiones ópticas. Las ilusiones de color de agua consisten en efectos de agujero de objeto y coloración. Los efectos de agujero de objeto ocurren cuando los límites son prominentes donde hay una figura y un fondo con un agujero que tiene una apariencia 3D volumétrica. La coloración consiste en una asimilación del color que irradia desde un borde de color delgado que recubre un contorno cromático más oscuro. La ilusión del color del agua describe cómo la mente humana percibe la totalidad de un objeto, como el procesamiento de arriba hacia abajo. Así, los factores contextuales juegan a percibir el brillo de un objeto.

### Objeto
Al igual que percibe constantes de color y brillo, el cerebro tiene la capacidad de entender que los objetos familiares tienen una forma o tamaño consistente. Por ejemplo, una puerta se percibe como un rectángulo, independientemente de cómo cambie la imagen en la retina a medida que la puerta se abre y se cierra. Sin embargo, los objetos desconocidos no siempre siguen las reglas de la constancia de la forma y pueden cambiar cuando se cambia la perspectiva. La ilusión de Shepard de la mesa de cambio es un ejemplo de una ilusión basada en distorsiones en la constancia de la forma.

### Percepción futura
El investigador Mark Changizi del Instituto Politécnico Rensselaer en Nueva York tiene una visión más imaginativa de las ilusiones ópticas, y dice que se deben a un retraso neuronal que la mayoría de los humanos experimentan cuando están despiertos. Cuando la luz llega a la retina, transcurre alrededor de una décima de segundo antes de que el cerebro traduzca la señal en una percepción visual del mundo. Los científicos han sabido del retraso, pero han debatido cómo compensan los humanos, y algunos proponen que nuestro sistema motor modifica nuestros movimientos para compensar el retraso.

Changizi afirma que el sistema visual humano ha evolucionado para compensar los retrasos neuronales generando imágenes de lo que ocurrirá una décima de segundo en el futuro. Esta previsión permite a los humanos reaccionar a los eventos en el presente, permitiendo a los humanos realizar actos reflexivos como atrapar una pelota voladora y maniobrar suavemente a través de una multitud. En una entrevista con ABC, Changizi dijo: "Las ilusiones se producen cuando nuestros cerebros intentan percibir el futuro, y esas percepciones no coinciden con la realidad". Por ejemplo, una ilusión llamada la ilusión de Hering parece rayos de bicicleta alrededor de un punto central , con líneas verticales a ambos lados de este centro, el llamado punto de fuga. La ilusión nos engaña al pensar que estamos mirando una imagen en perspectiva, y así, de acuerdo con Changizi, cambia nuestras capacidades de visión del futuro. Ya que no nos estamos moviendo y la figura es estática, percibimos mal las líneas rectas como curvas. Changizi dijo:
Evolution has seen to it that geometric drawings like this elicit in us premonitions of the near future. The converging lines toward a vanishing point (the spokes) are cues that trick our brains into thinking we are moving forward—as we would in the real world, where the door frame (a pair of vertical lines) seems to bow out as we move through it—and we try to perceive what that world will look like in the next instant.
La evolución ha hecho que dibujos geométricos como este nos provoquen premoniciones del futuro cercano. Las líneas convergentes hacia un punto de fuga (los radios) son señales que engañan a nuestro cerebro haciéndole creer que avanzamos —como lo haríamos en el mundo real, donde el marco de la puerta (un par de líneas verticales) parece curvarse al atravesarlo— e intentamos percibir cómo será ese mundo en el instante siguiente.

### Inhibición lateral
Además de los principios de percepción de la Gestalt y otras circunstancias cognitivas, la inhibición lateral juega un papel clave en la forma en que percibimos algunos fenómenos ópticos. Cómo demuestran las leyes de la Gestalt, la percepción e interpretación del conjunto afectan a la percepción de la unidad, con las ilusiones ópticas esto juega un papel de gran importancia, y la inhibición lateral lo ejemplifica. La inhibición lateral se refiere a la capacidad de las neuronas en el sistema visual para suprimir o inhibir las señales de las neuronas vecinas, contribuyendo así a la percepción más nítida de bordes y contrastes en las imágenes que vemos. Un ejemplo paradigmático que ilustra la inhibición lateral y su impacto en las ilusiones ópticas es la ilusión de la cuadrícula de Hermann. Este fenómeno óptico presenta una cuadrícula de líneas negras paralelas verticales y horizontales que se interseccionan entre sí sobre un fondo blanco. En los puntos de intersección, da la impresión de que hay puntos grises, aunque en realidad no existen. 
La inhibición lateral juega un papel clave en esta ilusión, puesto que las señales de las células receptoras en los puntos de intersección interactúan con las señales de las células vecinas, creando la percepción de puntos inexistentes. Este fenómeno puede explicarse por como las células receptoras en la retina responden a la luz y como la información se procesa en la corteza visual. Si bien la inhibición lateral tendría que contribuir a la mejora del contraste y agudizar la percepción, también puede hacer el efecto contrario, y, al inhibir la actividad de parte de las neuronas, crea señales confusas, dando lugar a ilusiones como la cuadrícula de Hermann. Comprender este fenómeno de la inhibición lateral puede servir para entender mejor el funcionamiento de nuestro sistema visual. En el contexto de las ilusiones ópticas, la cuadrícula de Hermann es solo un ejemplo de como la interacción compleja entre las neuronas y la inhibición lateral puede dar lugar a percepciones engañosas que desafían nuestra comprensión de la realidad visual. Fenómenos como estos ilustran la capacidad del cerebro para procesar información visual y, paralelamente, demuestran la susceptibilidad de nuestra percepción a los efectos ópticos inducidos por la interacción de señales neuronales. 

## Ilusiones visuales patológicas
Una ilusión visual patológica es una distorsión de un estímulo externo real y con frecuencia es difusa y persistente. Las ilusiones visuales patológicas por lo general ocurren en todo el campo visual, lo que sugiere alteraciones globales de la excitabilidad o sensibilidad. Alternativamente, la alucinación visual es la percepción de un estímulo visual externo donde no existe ninguno. Las alucinaciones visuales a menudo son de disfunción focal y suelen ser transitorias.
Los tipos de ilusiones visuales incluyen oscilopsia, "halos" alrededor de los objetos, palinopsia ilusoria (trailing visual, rayo de luz, imágenes secundarias indistintas prolongadas), akinetopsia, nieve visual, micropsia, macropsia, teleopsia, pelopsia, síndrome de Alicia en el País de las Maravillas, metacrofopsia, discromatopsia, hiperactividad intensa, Campo azul del fenómeno entóptico, y los árboles purkinje.
Estos síntomas pueden indicar un estado de enfermedad subyacente y requerir la consulta con un médico. Las etiologías asociadas con las ilusiones visuales patológicas incluyen múltiples tipos de enfermedad ocular, migrañas, trastorno de percepción persistente de alucinógenos, traumatismo craneal y medicamentos recetados. Si un tratamiento médico no revela una causa de las ilusiones visuales patológicas, los trastornos visuales idiopáticos podrían ser análogos al estado de excitabilidad alterado que se observa en el aura visual sin migraña. Si las ilusiones visuales son difusas y persistentes, a menudo afectan la calidad de vida del paciente. Estos síntomas a menudo son refractarios al tratamiento y pueden ser causados por cualquiera de los etiólogos mencionados anteriormente, pero a menudo son idiopáticos. No existe un tratamiento estándar para estos trastornos visuales.

## Lista de ilusiones ópticas
Hay una variedad de diferentes tipos de ilusiones ópticas. Algunas de las principales son:
- Ilusión de la cuadrícula
- Espejismo
- Holograma
- Estereograma
- Irradiación

## En el arte
Los artistas que han trabajado con ilusiones ópticas incluyen a M. C. Escher, Bridget Riley, Salvador Dalí, Giuseppe Arcimboldo, Patrick Bokanowski, Marcel Duchamp, Jasper Johns, Oscar Reutersvärd, Victor Vasarely y Charles Allan Gilbert. Los artistas contemporáneos que han experimentado con ilusiones incluyen a Jonty Hurwitz, Sandro del Prete, Octavio Ocampo, Dick Termes, Shigeo Fukuda, Patrick Hughes, István Orosz, Rob Gonsalves, Gianni A. Sarcone, Ben Heine y Akiyoshi Kitaoka. La ilusión óptica también se utiliza en el cine por la técnica de la perspectiva forzada.
El arte óptico es un estilo de arte que utiliza ilusiones ópticas para crear una impresión de movimiento, o imágenes y patrones ocultos. Trompe-l'œil utiliza imágenes realistas para crear la ilusión óptica de que los objetos representados existen en tres dimensiones.
La ilusión óptica también está en el cine al usar ciertos efectos vinculados con la animación, la cual se considera una ilusión óptica al dar la sensación de movimiento a una imagen.

## Hipótesis de procesos cognitivos

Jarrón de Rubin. Se puede percibir la figura y el fondo de manera alternativa.

La hipótesis afirma que las ilusiones visuales se producen porque el circuito neuronal en nuestro sistema visual evoluciona, mediante el aprendizaje neuronal, a un sistema que hace interpretaciones muy eficientes de escenas 3D habituales basadas en el surgimiento de modelos simplificados en nuestro cerebro que aceleran el proceso de interpretación, para dar lugar a ilusiones ópticas en situaciones inusuales. En este sentido, la hipótesis de los procesos cognitivos puede considerarse un marco para la comprensión de las ilusiones ópticas, ya que la firma de la manera estadística empírica ha evolucionado para resolver el problema inverso.
La investigación indica que las capacidades de visión 3D emergen y se aprenden conjuntamente con la planificación de movimientos. Después de un largo proceso de aprendizaje, emerge una representación interna del mundo que está bien ajustada a los datos percibidos provenientes de objetos más cercanos. La representación de objetos distantes cerca del horizonte es menos "adecuada". De hecho, no solo la Luna parece más grande cuando la percibimos cerca del horizonte. En una foto de una escena distante, todos los objetos distantes se perciben como más pequeños que cuando los observamos directamente usando nuestra visión.
La imagen de la retina es la principal fuente de visión, pero lo que vemos es una representación "virtual" en 3D de la escena frente a todos nosotros. No vemos una imagen física del mundo; vemos objetos, y el mundo físico no está separado en objetos. Lo vemos de acuerdo con la forma en que nuestro cerebro lo organiza. Los nombres, colores, formas habituales y otra información sobre las cosas que vemos emergen instantáneamente de nuestros circuitos neuronales e influyen en la representación de la escena. Vemos la información más relevante sobre los elementos de la mejor imagen 3D que pueden producir nuestras redes neuronales. Las ilusiones surgen cuando los "juicios" implicados en el análisis inconsciente de la escena están en conflicto con las consideraciones razonadas al respecto.